# Tectaria waterlotii
Tectaria waterlotii là một loài dương xỉ trong họ Tectariaceae. Loài này được Tardieu J.P. Roux mô tả khoa học đầu tiên năm 2009.